# Rangierbegleiter
Der Rangierbegleiter, früher und in der Schweiz heute noch Rangierer, in Österreich Verschieber  ist im Bahnbetrieb beim Rangieren tätig. In der Schweiz bezeichnet Rangierer alle mit Rangierarbeiten betrauten Mitarbeiter.
Rangierbegleiter kuppeln oder entkuppeln Fahrzeuge, sichern abgestellte Fahrzeuge mit Radvorleger, bedienen ortsgestellte Weichen, halten abgestoßene oder ablaufende Eisenbahnwagen mit Hemmschuhen auf und beobachten bei geschobener Fahrt den Fahrweg. Der Rangierbegleiter verständigt sich mit dem Triebfahrzeugführer über Rangierfunk oder mithilfe der Rangiersignale. Im Rangier- oder Dienstplan kann dem Rangierbegleiter ein Teil der Aufgaben übertragen sein, die beim Rangieren grundsätzlich dem Triebfahrzeugführer obliegen. 

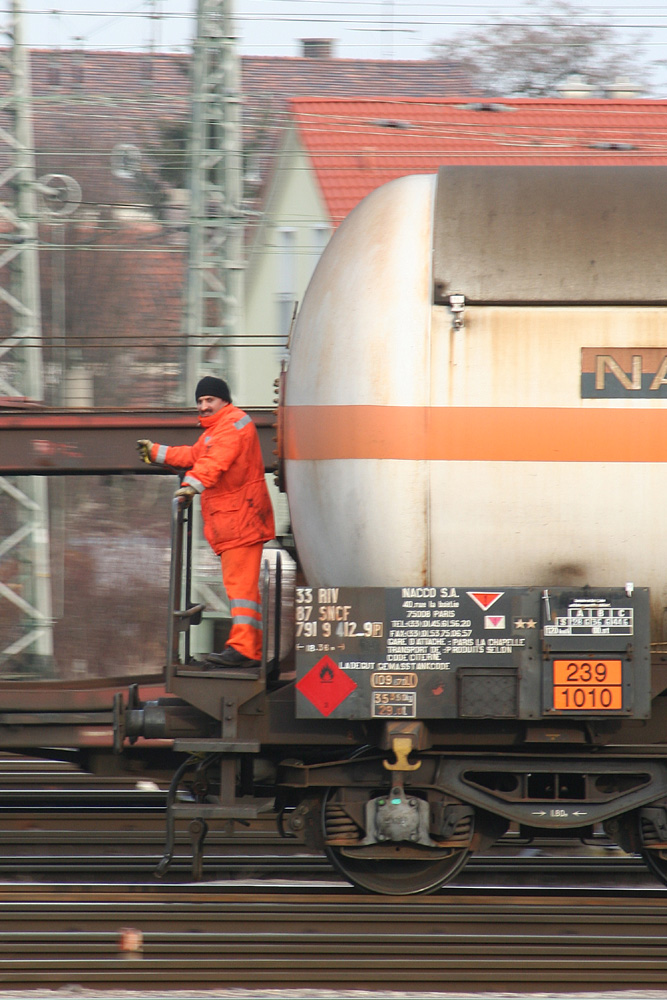
Ein Rangierer bei der Arbeit in Ingolstadt Hbf
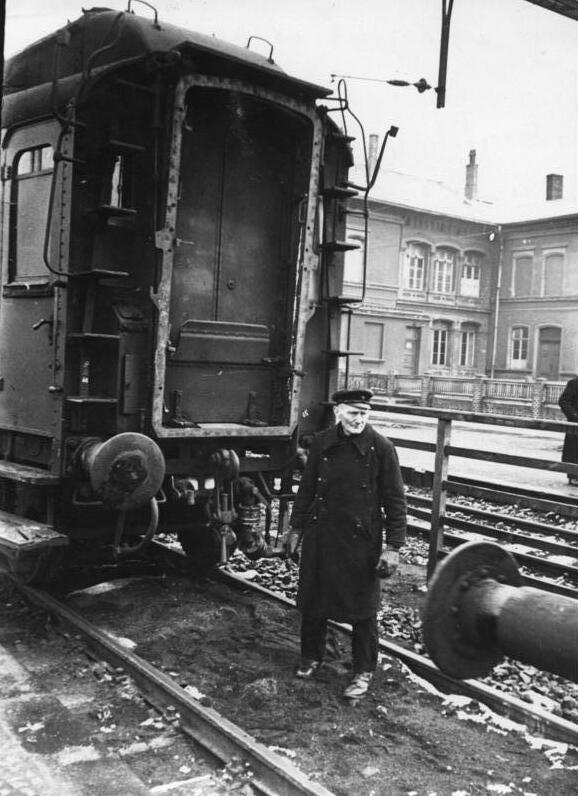
Rangierer beim Lokwechsel 1946
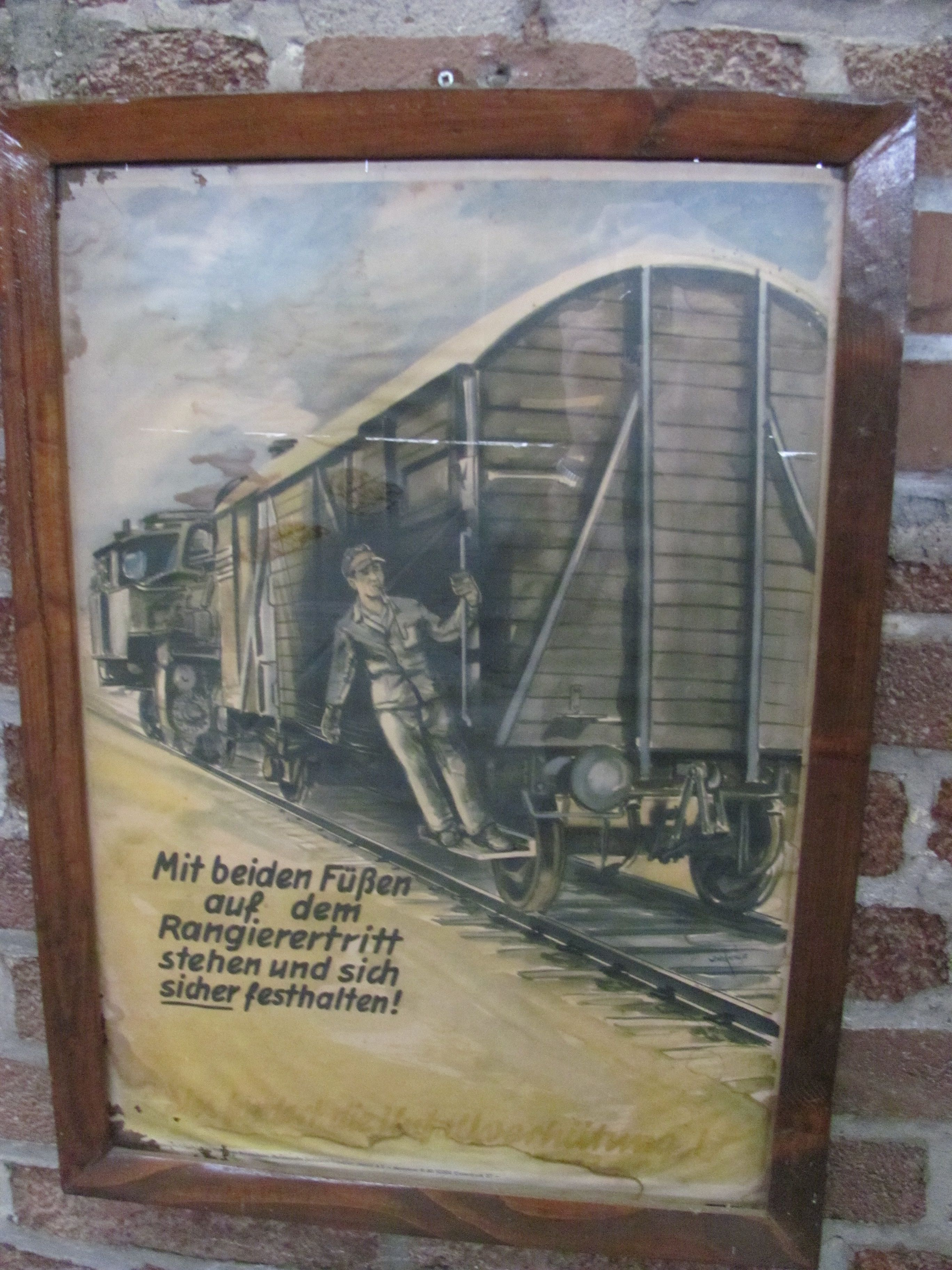
Sicherheitshinweis – Eisenbahnmuseum Bochum-Dahlhausen
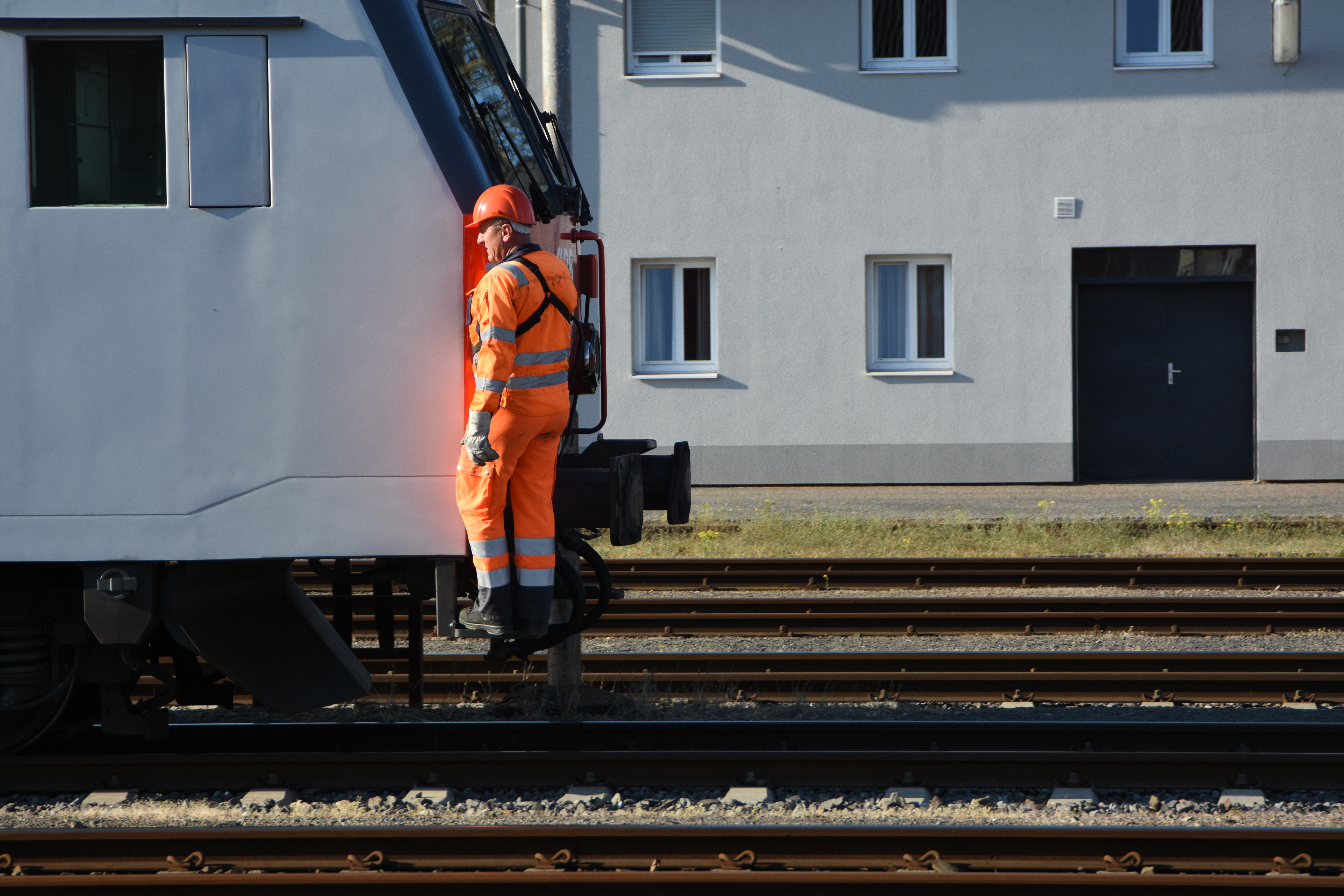
Verschubbegleiter